# Krishnarajapura, Bangalore North
Krishnarajapura là một làng thuộc tehsil Bangalore North, huyện Bangalore Urban, bang Karnataka, Ấn Độ.